# Toxophora fasciculata
Toxophora fasciculata är en tvåvingeart som först beskrevs av Charles Joseph de Villers 1789.  Toxophora fasciculata ingår i släktet Toxophora och familjen svävflugor. Inga underarter finns listade i Catalogue of Life.